# Bharuhana
Bharuhana è una suddivisione dell'India, classificata come census town, di 5.734 abitanti, situata nel distretto di Mirzapur, nello stato federato dell'Uttar Pradesh. In base al numero di abitanti la città rientra nella classe V (da 5.000 a 9.999 persone).

## Geografia fisica
La città è situata a 25° 08' 06 N e 82° 35' 46 E.

## Società

### Evoluzione demografica
Al censimento del 2001 la popolazione di Bharuhana assommava a 5.734 persone, delle quali 3.096 maschi e 2.638 femmine. I bambini di età inferiore o uguale ai sei anni assommavano a 859, dei quali 453 maschi e 406 femmine. Infine, coloro che erano in grado di saper almeno leggere e scrivere erano 3.189, dei quali 2.019 maschi e 1.170 femmine.